# Pervan Donji
Pervan Donji (cyr. Перван Доњи) – wieś w Bośni i Hercegowinie, w Republice Serbskiej, w mieście Banja Luka. W 2013 roku liczyła 261 mieszkańców.